# Darsi Ferrer

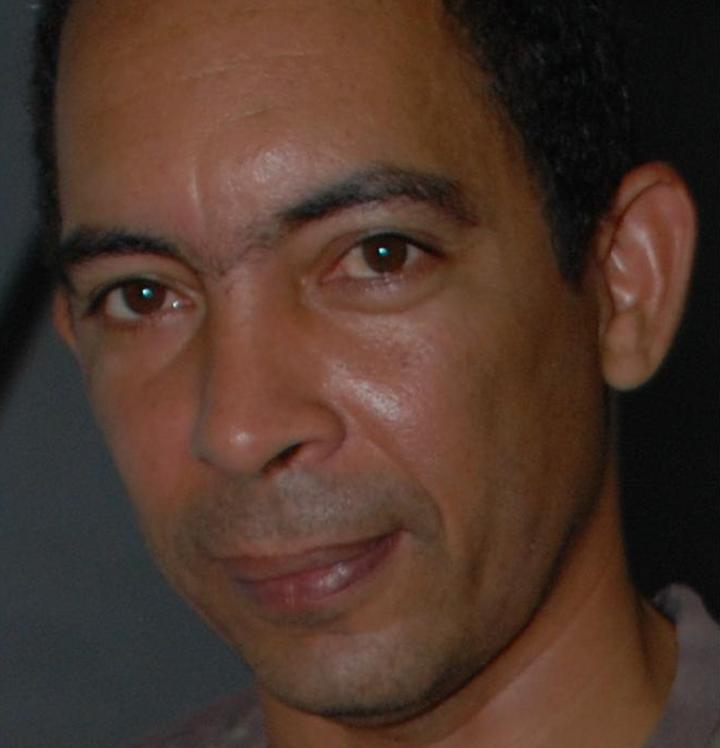
Darsi Ferrer Ramírez (2008)

Darsi Ferrer Ramírez (* 2. November 1969 in Pinar del Río; † 6. Oktober 2017 in West Palm Beach, Florida) war ein kubanischer Arzt, unabhängiger Journalist und Dissident. Er war Leiter des unabhängigen Zentrums für Gesundheit und Menschenrechte „Juan Bruno Zayas“.
Darsi Ferrer berichtete unter anderem regelmäßig über die Zustände im kubanischen Gesundheitswesen sowie über die Notlage politischer Gefangener. Im Juli 2009 wurde er selbst verhaftet. Bei ihm wurde angeblich illegal erworbenes Baumaterial zur Renovierung seines maroden Hauses sichergestellt. Die Menschenrechtsorganisationen Reporter ohne Grenzen und Amnesty International sprachen von einem eindeutigen Vorwand, um einen Kritiker zum Schweigen zu bringen. Amnesty führte Ferrer als „gewaltfreien Gewissensgefangenen“.
Gut elf Monate nach seiner Festnahme fand das Gerichtsverfahren statt. Ferrer wurde offiziell zu einem Jahr Gefängnis und drei Monaten „Besserungsarbeit“ außerhalb des Gefängnisses verurteilt. Da er schon fast ein Jahr in Haft verbracht hatte, wurde er unverzüglich auf freien Fuß gesetzt.
2011 protestierte Ferrer zunächst in Äußerungen gegenüber den Medien, im April auch in Form einer öffentlichen Demonstration in Havanna dagegen, dass die Behörden seiner Frau und ihm die in Kuba erforderliche offizielle Genehmigung einer Reise in die USA verweigerten. Bei der friedlichen Demonstration an einer zentralen Straßenecke im Stadtteil Vedado wurde Ferrer gemeinsam mit vier Mitstreitern vorübergehend festgenommen. Im halboffiziellen kubanischen Blog Yohandry's Weblog wurde daraufhin die Nachricht verbreitet, der „Provokateur“ Ferrer habe mit seiner Aktion das Ziel verfolgt, durch ein „destabilisierendes Bild Kubas“ eine „militärische Intervention“ der USA vorzubereiten. Nach zwei Jahren Wartezeit genehmigten die Behörden Ferrers Ehefrau, die an einer in Kuba nicht diagnostizierten Blutgefäßstörung im Gehirn litt, sowie dem gemeinsamen Sohn schließlich die Ausreise in die USA, die im April 2012 erfolgte. Im Juni 2012 verließ auch Ferrer Kuba und reiste als politischer Flüchtling in die USA ein.
Am 6. Oktober 2017 wurde Darsi Ferrer tot in West Palm Beach, Florida, aufgefunden. Er wurde 47 Jahre alt.